# Hamza Barhoumi
Hamza Barhoumi (ar. حمزة برهومي ;ur. 10 maja 1991) – tunezyjski judoka. Startował w Pucharze Świata w latach 2010, 2012 i 2014-2016. Zajął piąte miejsce na igrzyskach afrykańskich w 2015. Zdobył trzy medale na mistrzostwach Afryki w latach 2013 - 2016. Brązowy medalista igrzysk panarabskich w 2011, a także igrzysk frankofońskich w 2013. Wicemistrz Tunezji w 2010 i 2011 roku.